# Зигиншор (область)
Зигиншо́р (фр. Ziguinchor, волоф Siggcoor) — область на юго-западе Сенегала. Административный центр — город Зигиншор. Площадь — 7 339 км², население — 485 300 человек (2010 год). Историческое название — Нижний Казаманс.

## География
На востоке граничит с областью Седиу, на севере с Гамбией, на юге с Гвинеей-Бисау. На западе выходит к Атлантическому океану. По территории области протекает река Казаманс.

## Административное деление
Административно область подразделяется на 3 департамента:

Департаменты области

- Биньона
- Уссуйе
- Зигиншор